# Hans Aabech
Pour les articles homonymes, voir Aabech.
Hans Vilhelm Aabech, né le 1er novembre 1948 à Copenhague et mort le 8 janvier 2018, est un footballeur danois qui évoluait comme attaquant.
Il a joué dans plusieurs clubs danois, belges et néerlandais. Il a été sélectionné trois fois dans l'équipe nationale danoise entre 1973 et 1974.

## Palmarès
- 2 fois champion du Danemark en 1973 avec Hvidovre IF et en 1980 avec Copenhague BK.
- 2 fois meilleur buteur du championnat du Danemark en 1973 avec Hvidovre IF (28 buts) et en 1980 avec Copenhague BK (19 buts).
- 1 fois Joueur danois de l'année en 1973[2].